# Bogyoszló
Bogyoszló es un municipio de Hungría, situado en el condado de Győr-Moson-Sopron. Tiene 26,21 km² de superficie y su población en 2015 se estimaba en 619 habitantes.

## Alcaldes
- 1990-1994: László Varga (FKgP)[3]
- 1994–1998: Lajos Kránitz (independiente)[4]
- 1998-2002: Lajos Kránitz (independiente)[5]
- 2002-2006: Lajos Kránitz (independiente)[6]
- 2006-2010: Katalin Sebestyén (independiente)[7]
- 2010-2012: Tamás Varga (independiente)[8]
- 2012-2014: Tamás Varga (independiente)[9]
- 2014-2019: Róbert Imre Varga (independiente)[10]
- Desde 2019: Róbert Imre Varga (independiente)[11]

El 2 de septiembre de 2012 se llevó a cabo una elección interina de alcalde (y elección de órgano representativo) en el asentamiento, debido a la autodisolución del anterior órgano representativo. En las elecciones, el alcalde en ejercicio se presentó como único candidato y, por tanto, ganó.

## Demografía
Durante el censo de 2011, el 95,3% de los residentes se identificaron como húngaros, el 1,3% como gitanos, el 1,3% como alemanes y el 0,2% como ucranianos (el 4,2% no declaró; debido a la doble identidad, el total es mayor, puede superar el 100%). La distribución religiosa fue la siguiente: católica romana 84,6%, reformada 0,3%, luterana 2,9%, no confesional 3,1% (8,1% no declaró).

## Iglesia
El elemento principal del pueblo es su iglesia en la amplia carretera principal de norte a sur. Fue construida en estilo clasicista por 1760 y reformada hace unos años. Los murales monumentales que representan a santos húngaros fueron pintados por Gábor Döbrentey entre 1941 y 1942. Entre sus muebles destacan el púlpito decorado con el relieve del «Buen Pastor», la estatua de madera de María y la estatua de María afligida que se encuentra frente a la iglesia, complementada con las figuras de San Vendel y San Florián.